# Hadena perplexa
Hadena perplexa (tên tiếng Anh: Tawny Shears hoặc Pod Lover) là một loài bướm đêm thuộc họ Noctuidae. Nó được tìm thấy ở Maroc, Algérie, Tunisia, châu Âu, Thổ Nhĩ Kỳ, Israel, Liban, Syria, Jordan, Iran, Iraq, miền bắc và Trung Á, miền bắc Ấn Độ và miền tây Trung Quốc.
Sải cánh dài 27–36 mm. Con trưởng thành bay từ tháng 2 đến tháng 5 làm một đợt in Israel. Ấu trùng ăn các loài the flowers và seeds của Dianthus, Lychnis và Silene. Other recorded food plants include Melandrium viscosum, Melandrium rubrum và Viscaria vulgaris

## Phụ loài
- Hadena perplexa perplexa
- Hadena perplexa paghmana (Afghanistan)
- Hadena perplexa plantei
- Hadena perplexa capsophila

## Hình ảnh

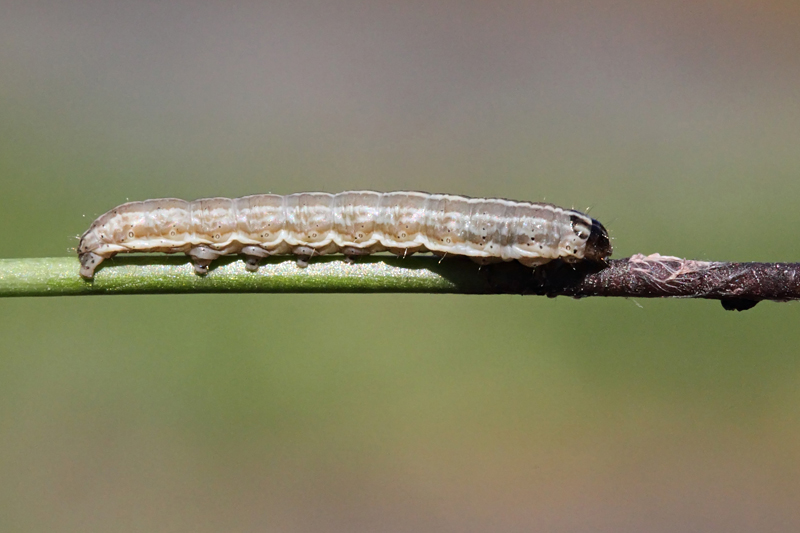
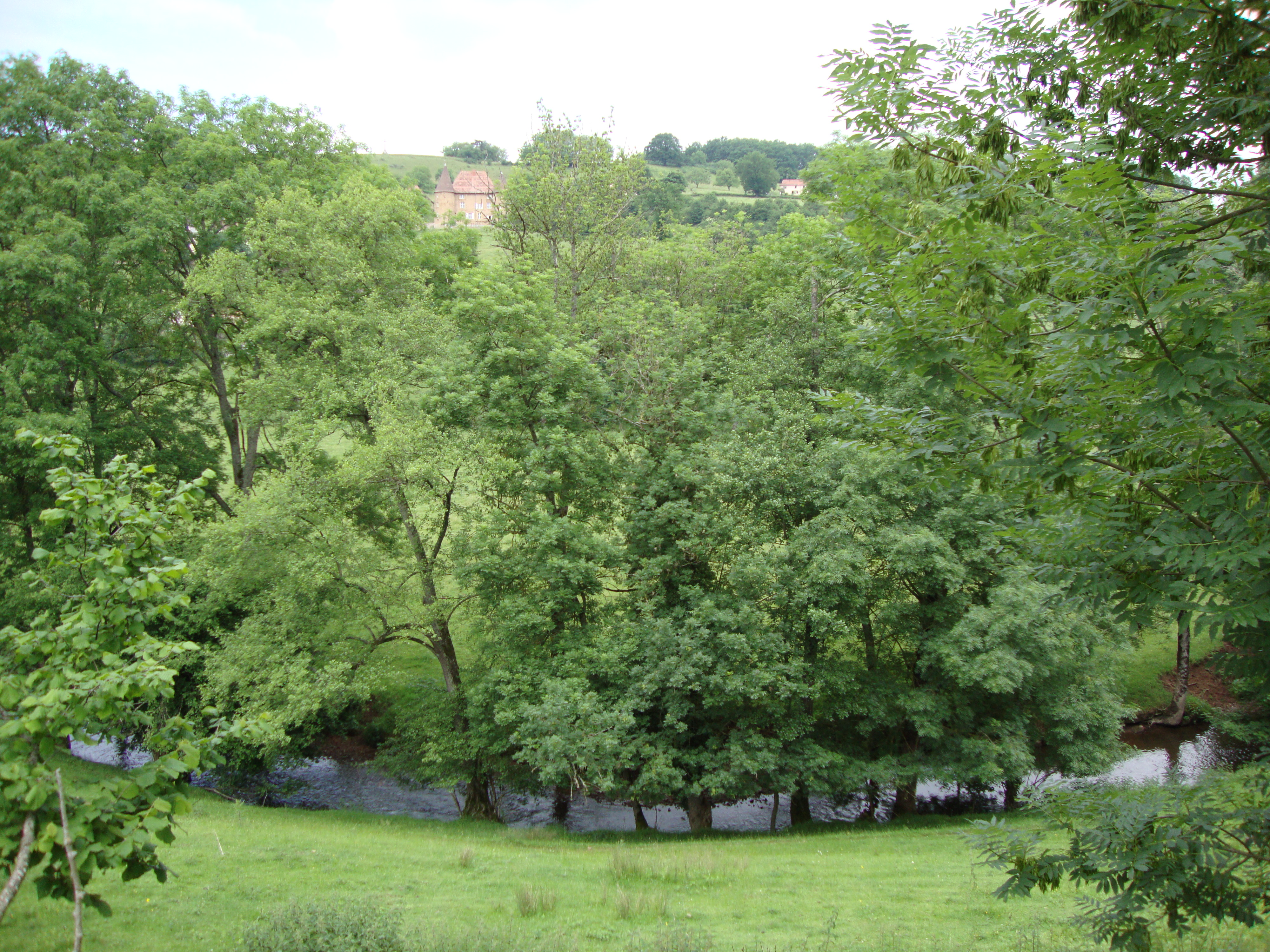
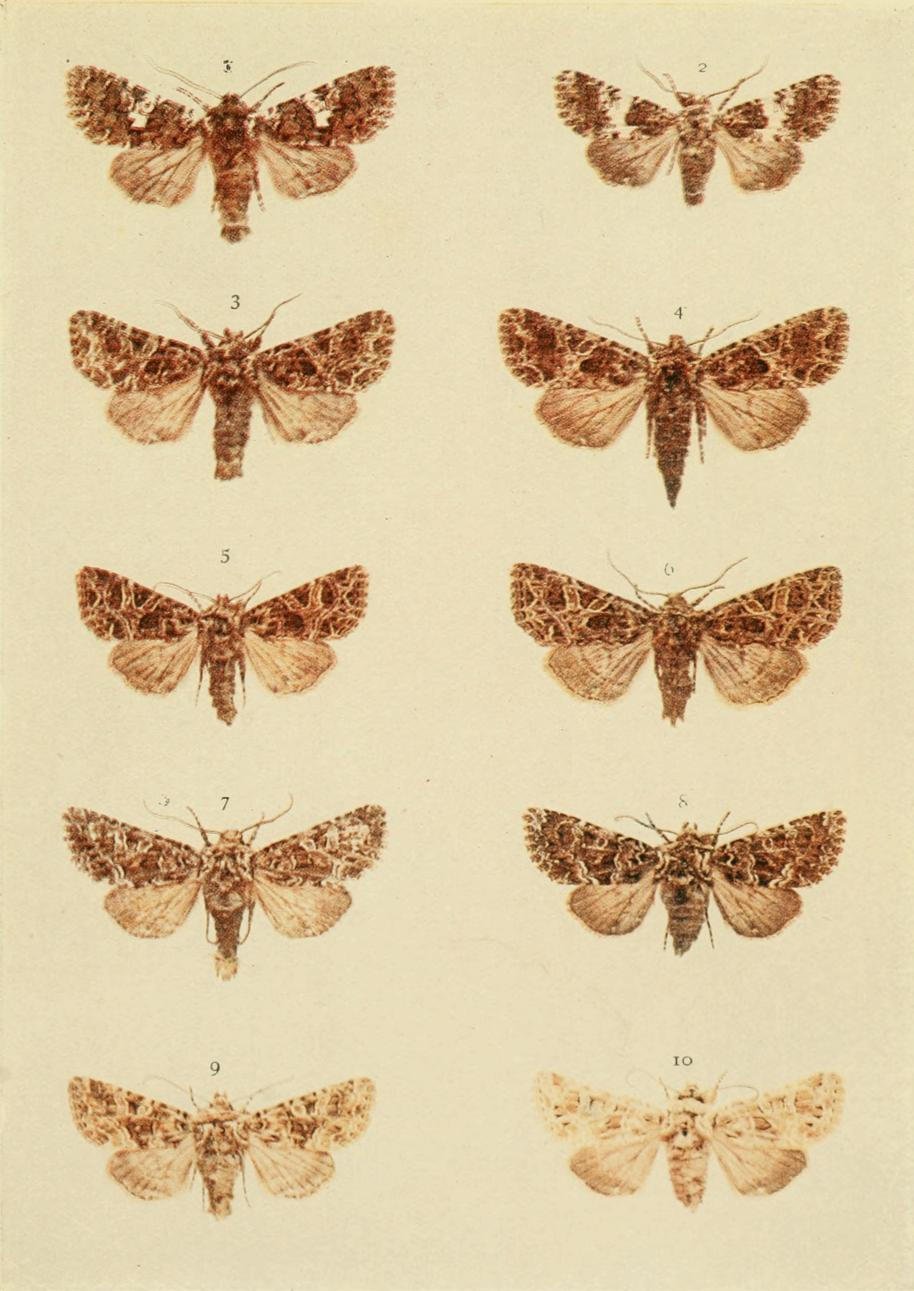